# Liste der Kulturdenkmale in Wittgendorf

Lage des Ortsteils

In der Liste der Kulturdenkmale in Wittgendorf sind die Kulturdenkmale des Zittauer Ortsteils Wittgendorf verzeichnet, die bis April 2019 vom Landesamt für Denkmalpflege Sachsen erfasst wurden (ohne archäologische Kulturdenkmale). Die Anmerkungen sind zu beachten.

## Liste der Kulturdenkmale in Wittgendorf
| Bild                                    | Bezeichnung | Lage                                                          | Datierung | Beschreibung | ID       |
| --------------------------------------- | --- | ------------------------------------------------------------- | --- | --- | -------- |
| Direkt Bild zu diesem Denkmal hochladen | Bauernhof mit Wohnhaus (in zwei Teilen im Winkel) und zwei Scheunen | Hauptstraße 12 (Karte)                                        | Um 1800 (Wohnstallhaus); 19. Jahrhundert (Scheune) | Baugeschichtlich und sozialgeschichtlich von Bedeutung | 09271443 |
| Direkt Bild zu diesem Denkmal hochladen | Wohnhaus (Umgebinde) | Hauptstraße 13 (Karte)                                        | Vermutlich Mitte 18. Jahrhundert | War wohl die Schmiede, baugeschichtlich und hausgeschichtlich von Bedeutung | 09272131 |
| Direkt Bild zu diesem Denkmal hochladen | Meinelmühle: Mühlenwohnhaus (mit Seitenflügel) und Wirtschaftsgebäude sowie ehemalige Teichanlage mit altem Baumbestand, dazu eine einzeln stehende Scheune                               | Hauptstraße 16 (Karte)                                        | Im Kern 17. Jahrhundert (Mühle); frühes 19. Jahrhundert (Seitenflügel) | Baugeschichtlich, technikgeschichtlich und ortsgeschichtlich von Bedeutung, das Wohnhaus ein Fachwerkbau, die Mühleneinrichtung vollständig erhalten (bis in 1960er Jahre betrieben), später Bäckerei | 09272130 |
| Direkt Bild zu diesem Denkmal hochladen | Wohnhaus (Umgebinde) | Hauptstraße 22 (Karte)                                        | Im Kern vermutlich frühes 18. Jahrhundert | Baugeschichtlich und hausgeschichtlich von Bedeutung, Doppelstubenhaus | 09272132 |
| Direkt Bild zu diesem Denkmal hochladen | Wohnhaus (ehemaliges Umgebindehaus) | Hauptstraße 29 (Karte)                                        | Vermutlich frühes 18. Jahrhundert | Baugeschichtlich und hausgeschichtlich von Bedeutung | 09272133 |
| Direkt Bild zu diesem Denkmal hochladen | Wohnhaus (Umgebinde) | Hauptstraße 49 (Karte)                                        | Vermutlich noch 18. Jahrhundert | Baugeschichtlich und hausgeschichtlich von Bedeutung | 09272136 |
| Direkt Bild zu diesem Denkmal hochladen | Wohnstallhaus (Umgebinde) mit integrierter Scheune | Hauptstraße 57 (Karte)                                        | Bezeichnet mit 1715 | Baugeschichtlich und hausgeschichtlich von Bedeutung, Kreuzstrebenfachwerk | 09272137 |
| Direkt Bild zu diesem Denkmal hochladen | Wohnhaus (Umgebinde) | Hauptstraße 61 (Karte)                                        | Ende 18. Jahrhundert | Baugeschichtlich, hausgeschichtlich und ortsbildprägend von Bedeutung, Doppelstubenhaus | 09272138 |
| Direkt Bild zu diesem Denkmal hochladen | Wohnhaus (Umgebinde) | Hauptstraße 64 (Karte)                                        | Im Kern vermutlich 18. Jahrhundert | Baugeschichtlich und hausgeschichtlich von Bedeutung, Kreuzstrebenumgebinde | 09272146 |
| Direkt Bild zu diesem Denkmal hochladen | Wohnhaus (Umgebinde) | Hauptstraße 65 (Karte)                                        | Vermutlich um 1750 | Baugeschichtlich und hausgeschichtlich von Bedeutung, Doppelstubenhaus | 09272139 |
| Direkt Bild zu diesem Denkmal hochladen | Wohnhaus (Umgebinde) | Hauptstraße 69 (Karte)                                        | Vermutlich im Kern Ende 18. Jahrhundert | Baugeschichtlich und hausgeschichtlich von Bedeutung | 09272140 |
| Direkt Bild zu diesem Denkmal hochladen | Wohnhaus (ehemals mit Umgebinde) | Hauptstraße 70 (Karte)                                        | Vermutlich 1. Hälfte 19. Jahrhundert | Fachwerk, hausgeschichtlich und ortsbildprägend von Bedeutung | 09272151 |
| Direkt Bild zu diesem Denkmal hochladen | Wohnhaus (Umgebinde) | Hauptstraße 73 (Karte)                                        | Vermutlich im Kern 18. Jahrhundert | Baugeschichtlich und ortsbildprägend von Bedeutung, Kreuzstrebenfachwerk | 09272142 |
| Direkt Bild zu diesem Denkmal hochladen | Wohnstallhaus und Scheune eines Bauernhofes | Hauptstraße 76 (Karte)                                        | Frühes 19. Jahrhundert | Wohnstallhaus Fachwerk, ehemaliges Umgebindehaus, baugeschichtlich und wirtschaftsgeschichtlich von Bedeutung | 09272150 |
| Direkt Bild zu diesem Denkmal hochladen | Wohnhaus | Hauptstraße 78 (Karte)                                        | Vermutlich Ende 18. Jahrhundert | Fachwerk-Obergeschoss, ehemaliges Umgebindehaus, hausgeschichtlich und wissenschaftlich von Bedeutung | 09272152 |
| Direkt Bild zu diesem Denkmal hochladen | Wohnhaus (Umgebinde) | Hauptstraße 79 (Karte)                                        | Vermutlich frühes 18. Jahrhundert | Baugeschichtlich und hausgeschichtlich von Bedeutung, Kreuzstrebenumgebinde | 09272144 |
| Direkt Bild zu diesem Denkmal hochladen | Wohnhaus | Hauptstraße 81 (Karte)                                        | 2. Hälfte 19. Jahrhundert | Baugeschichtlich und ortsbildprägend von Bedeutung, ein Gründerzeithaus | 09272145 |
| Direkt Bild zu diesem Denkmal hochladen | Wohnhaus (ehemaliges Umgebindehaus) | Hauptstraße 85 (Karte)                                        | 1833 | Fachwerk, hausgeschichtlich und ortsbildprägend von Bedeutung | 09272147 |
| Direkt Bild zu diesem Denkmal hochladen | Wohnhaus (Umgebinde) | Hauptstraße 87 (Karte)                                        | Vermutlich frühes 19. Jahrhundert | Baugeschichtlich und hausgeschichtlich von Bedeutung, einfacher Ständerbau, ehemaliges Doppelstubenhaus | 09272148 |
| Direkt Bild zu diesem Denkmal hochladen | Wohnhaus (Umgebinde, nur linke Haushälfte) | Hauptstraße 93 (Karte)                                        | Vermutlich um 1800 | Baugeschichtlich, hausgeschichtlich und ortsbildprägend von Bedeutung, einfacher Ständerbau, ehemals Doppelstubenhaus | 09272149 |
| Direkt Bild zu diesem Denkmal hochladen | Neue Kirchschule | Hauptstraße 98 (Karte)                                        | 1899 | Ortsgeschichtlich von Bedeutung, ein Gründerzeitbau | 09272153 |
| Direkt Bild zu diesem Denkmal hochladen | Schulbau und Wirtschaftsgebäude (Alte Kirchschule) | Hauptstraße 102 (Karte)                                       | 1786 | Baugeschichtlich, ortsgeschichtlich und ortsbildprägend von Bedeutung | 09272157 |
| Direkt Bild zu diesem Denkmal hochladen | Straßenbrücke über das Wittgendorfer Wasser | Hauptstraße 102 (bei), nördlich der Alten Kirchschule (Karte) | 19. Jahrhundert | Einbogenbrücke aus Naturstein, baugeschichtlich von Bedeutung | 09272158 |
| Direkt Bild zu diesem Denkmal hochladen | Wohnhaus (Umgebinde) | Hauptstraße 104 (Karte)                                       | Spätes 18. Jahrhundert | Baugeschichtlich und hausgeschichtlich von Bedeutung | 09272159 |
| Direkt Bild zu diesem Denkmal hochladen | Wohnhaus | Hauptstraße 112 (Karte)                                       | 1. Hälfte 19. Jahrhundert | Fachwerk, baugeschichtlich und hausgeschichtlich von Bedeutung | 09272160 |
| Direkt Bild zu diesem Denkmal hochladen | Pfarrhof mit Pfarrhaus, Seitengebäude, Hofpflasterung und zwei Torbäumen | Hauptstraße 117 (Karte)                                       | Vermutlich im Kern um 1700 | Baugeschichtlich, ortsgeschichtlich und ortsbildprägend von Bedeutung, nach Überlieferung ist Pfarrhaus das älteste Gebäude der Gemeinde Wittgendorf, 1631 abgebrannt, 1800 renoviert (im Innern gewölbte Räume aus der Zeit vor 1631) | 09272154 |
| Direkt Bild zu diesem Denkmal hochladen | Wohnhaus (Umgebinde) | Hauptstraße 118 (Karte)                                       | Vermutlich um 1800 | Baugeschichtlich und hausgeschichtlich von Bedeutung, einfacher Ständerbau | 09272161 |
| Weitere Bilder                          | Dorfkirche und Kirchhof Wittgendorf (Sachgesamtheit) | Hauptstraße 121 (Karte)                                       | 14. Jahrhundert | Sachgesamtheit Dorfkirche und Kirchhof Wittgendorf, mit folgenden Einzeldenkmalen: Kirche, Aufbahrungshalle auf dem Kirchhof, 12 Grabmale, Leichenhalle an der Freitreppe sowie mittelalterliche Kirchmauer und barockes Kirchhofsportal (siehe Einzeldenkmal 09272156 unter gleicher Anschrift) und dem Kirchhof als Sachgesamtheitsteil; baugeschichtlich, kunstgeschichtlich, ortsgeschichtlich und ortsbildprägend von Bedeutung, ein barocker Kirchenbau | 09302850 |
| Weitere Bilder                          | Kirche, Aufbahrungshalle auf dem Kirchhof, 12 Grabmale, Leichenhalle an der Freitreppe sowie mittelalterliche Kirchmauer und barockes Kirchhofsportal (Einzeldenkmale zu ID-Nr. 09302850) | Hauptstraße 121 (Karte)                                       | 1756 (Kirche); Ende 14. Jahrhundert (Kirchmauer); 18. Jahrhundert (Kirchhofstor); bezeichnet mit 1862 (Leichenhalle); Ende 17. Jahrhundert bis Anfang 20. Jahrhundert (Grabmale) | Einzeldenkmale der Sachgesamtheit Dorfkirche und Kirchhof Wittgendorf; baugeschichtlich, kunstgeschichtlich, ortsgeschichtlich und ortsbildprägend von Bedeutung, ein barocker Kirchenbau | 09272156 |
|                                         | Kriegerdenkmal für die Gefallenen des Ersten Weltkrieges | Hauptstraße 121 (bei) (Karte)                                 | Nach 1918 | Ortsgeschichtlich und künstlerisch von Bedeutung | 09272155 |
| Direkt Bild zu diesem Denkmal hochladen | Wohnhaus (Umgebinde) | Hauptstraße 122 (Karte)                                       | Vermutlich Mitte 18. Jahrhundert | Baugeschichtlich und hausgeschichtlich von Bedeutung, einfacher Ständerbau | 09272163 |
| Direkt Bild zu diesem Denkmal hochladen | Wohnhaus (Umgebinde) | Hauptstraße 124 (Karte)                                       | Vermutlich um 1800 | Baugeschichtlich und hausgeschichtlich von Bedeutung, einfacher Ständerbau | 09272162 |
| Direkt Bild zu diesem Denkmal hochladen | Wohnhaus (Umgebinde) | Hauptstraße 135 (Karte)                                       | Vermutlich um 1800 | Baugeschichtlich und hausgeschichtlich von Bedeutung, einfacher Ständerbau, ortsbildprägend | 09272165 |
| Direkt Bild zu diesem Denkmal hochladen | Brücke | Hauptstraße 135 (bei) (Karte)                                 | 19. Jahrhundert | Rundbogenbrücke aus Naturstein, baugeschichtlich von Bedeutung | 09272141 |
| Direkt Bild zu diesem Denkmal hochladen | Wohnhaus (Umgebinde) | Hauptstraße 144 (Karte)                                       | Vermutlich um 1800 | Baugeschichtlich und hausgeschichtlich von Bedeutung, Umgebinde mit profilierten und kannelierten Ständern, Fachwerk ornamental verschiefert | 09272164 |
| Direkt Bild zu diesem Denkmal hochladen | Wohnhaus (Umgebinde) | Hauptstraße 146 (Karte)                                       | 19. Jahrhundert | Baugeschichtlich und hausgeschichtlich von Bedeutung | 09271245 |
| Direkt Bild zu diesem Denkmal hochladen | Wohnhaus (Umgebinde) | Hauptstraße 152 (Karte)                                       | Vermutlich Ende 18. oder Anfang 19. Jahrhundert | Baugeschichtlich und hausgeschichtlich von Bedeutung, einfacher Ständerbau | 09272166 |
| Direkt Bild zu diesem Denkmal hochladen | Wohnhaus (ehemaliges Umgebindehaus) | Hauptstraße 154 (Karte)                                       | Im Kern vermutlich um 1800 | Fachwerk, hausgeschichtlich von Bedeutung | 09272169 |
| Direkt Bild zu diesem Denkmal hochladen | Ehemaliges Wohnstallhaus (Umgebinde) als Teil eines Dreiseithofes (mit Nr. 155) | Hauptstraße 157 (Karte)                                       | Vermutlich 1. Hälfte 19. Jahrhundert, im Kern eventuell älter | Baugeschichtlich und hausgeschichtlich von Bedeutung | 09272173 |
| Direkt Bild zu diesem Denkmal hochladen | Ehemaliges Ausgedingehaus (Umgebinde) als Teil eines Dreiseithofes | Hauptstraße 161 (Karte)                                       | Bezeichnet mit 1806, im Kern vermutlich älter | Baugeschichtlich, sozialgeschichtlich und hausgeschichtlich von Bedeutung, Kreuzstrebenumgebinde | 09272174 |
| Direkt Bild zu diesem Denkmal hochladen | Wohnhaus (ehemaliges Umgebindehaus) | Hauptstraße 162 (Karte)                                       | Um 1780 | Fachwerk, hausgeschichtlich von Bedeutung, Kreuzstrebenfachwerk | 09272167 |
| Direkt Bild zu diesem Denkmal hochladen | Wohnhaus (Umgebinde) | Hauptstraße 164 (Karte)                                       | Vermutlich Ende 18. Jahrhundert | Baugeschichtlich und hausgeschichtlich von Bedeutung, einfacher Ständerbau | 09272170 |
| Direkt Bild zu diesem Denkmal hochladen | Wohnstallhaus (Umgebinde) als Teil eines Dreiseithofes | Hauptstraße 165 (Karte)                                       | Vermutlich frühes 19. Jahrhundert | Baugeschichtlich, sozialgeschichtlich und hausgeschichtlich von Bedeutung | 09272176 |
| Direkt Bild zu diesem Denkmal hochladen | Wohnhaus (Umgebinde) | Hauptstraße 166 (Karte)                                       | Vermutlich frühes 19. Jahrhundert | Baugeschichtlich und hausgeschichtlich von Bedeutung, Doppelstubenhaus | 09272171 |
| Direkt Bild zu diesem Denkmal hochladen | Wohnhaus (Umgebinde) | Hauptstraße 167 (Karte)                                       | Vermutlich um 1800 | Baugeschichtlich und hausgeschichtlich von Bedeutung, einfacher Ständerbau | 09272177 |
| Direkt Bild zu diesem Denkmal hochladen | Wohnhaus mit Seitenflügel (Umgebinde), ehemals einen Winkelhof bildend | Hauptstraße 168 (Karte)                                       | Im Kern vermutlich frühes 19. Jahrhundert | Baugeschichtlich und hausgeschichtlich von Bedeutung | 09272172 |
| Direkt Bild zu diesem Denkmal hochladen | Wohnhaus (Umgebinde) | Hauptstraße 169 (Karte)                                       | Im Kern vermutlich Ende 18. Jahrhundert | Baugeschichtlich und hausgeschichtlich von Bedeutung, einfacher Ständerbau, Doppelstubenhaus, Dachhecht und Tür singuläre Erscheinungen, eines der originellsten Umgebindehäuser der Südlausitz | 09272179 |
| Direkt Bild zu diesem Denkmal hochladen | Wohnhaus (Umgebinde) | Hauptstraße 175 (Karte)                                       | Vermutlich frühes 18. Jahrhundert | Baugeschichtlich und hausgeschichtlich von Bedeutung, einfacher Ständerbau, ortsbildprägend | 09272180 |
| Direkt Bild zu diesem Denkmal hochladen | Wohnhaus (Umgebinde) | Hauptstraße 180 (Karte)                                       | Bezeichnet mit 1824 | Baugeschichtlich, sozialgeschichtlich, hausgeschichtlich und ortsbildprägend von Bedeutung, einfacher Ständerbau, Doppelstubenhaus, prächtiges Eingangsportal | 09272175 |
| Direkt Bild zu diesem Denkmal hochladen | Wohnhaus mit wertvollem Sandsteinportal zur Hofseite | Hauptstraße 181 (Karte)                                       | Bezeichnet mit 1804 (Portal) | Teilweise Fachwerk, baugeschichtlich, sozialgeschichtlich und künstlerisch von Bedeutung, reichgestalteter Hoftürstock (Monogramm im Schlussstein, Festons, ornamentale Schäfte) | 09272188 |
| Direkt Bild zu diesem Denkmal hochladen | Wohnstallhaus | Hauptstraße 184 (Karte)                                       | Vermutlich um 1800, im Kern eventuell älter | Baugeschichtlich, hausgeschichtlich und wissenschaftlich von Bedeutung, seltene Fachwerkkonstruktion (strebenreiches engständriges Fachwerk) | 09272178 |
| Direkt Bild zu diesem Denkmal hochladen | Wohnstallhaus und Scheune eines Bauernhofes | Hauptstraße 206 (Karte)                                       | Bezeichnet mit 1776 (Türstock); Ende 18. Jahrhundert (Scheune) | Am Wohnstallhaus repräsentatives Portal mit Korbbogen, Gewände und auskragender Bedachung in Granit, die Scheune mit Kreuzstreben-Fachwerkgefüge, baugeschichtlich, wirtschaftsgeschichtlich, sozialgeschichtlich und künstlerisch von Bedeutung | 09272186 |
| Direkt Bild zu diesem Denkmal hochladen | Gasthaus Zur Romerei (Umgebinde) | Hauptstraße 209 (Karte)                                       | Vermutlich 1. Hälfte 19. Jahrhundert | Baugeschichtlich, ortsgeschichtlich und hausgeschichtlich von Bedeutung, einfacher Ständerbau, Fachwerk verbrettert | 09272194 |
| Direkt Bild zu diesem Denkmal hochladen | Wohnhaus, ehemaliges Forsthaus | Hauptstraße 212 (Karte)                                       | Vermutlich nach 1850 | Baugeschichtlich und ortsgeschichtlich von Bedeutung, ein Gründerzeitbau | 09272187 |
| Direkt Bild zu diesem Denkmal hochladen | Wohnhaus (Umgebinde) | Hauptstraße 216 (Karte)                                       | Vermutlich frühes 19. Jahrhundert | Baugeschichtlich, hausgeschichtlich, sozialgeschichtlich und ortsbildprägend von Bedeutung, einfacher Ständerbau mit Profilsäulen, Doppelstubenhaus, ehemalige Faktorei | 09272183 |
| Direkt Bild zu diesem Denkmal hochladen | Wohnhaus (Umgebinde) | Hauptstraße 218 (Karte)                                       | Vermutlich 18. Jahrhundert | Baugeschichtlich und hausgeschichtlich von Bedeutung einfacher Ständerbau | 09272181 |
| Direkt Bild zu diesem Denkmal hochladen | Wohnhaus (Umgebinde), Winkelhofanlage aus Hauptgebäude mit Seitenflügel | Hauptstraße 220 (Karte)                                       | Frühes 19. Jahrhundert, im Kern eventuell älter | Baugeschichtlich, hausgeschichtlich und ortsbildprägend von Bedeutung, einfacher Ständerbau | 09272182 |
| Direkt Bild zu diesem Denkmal hochladen | Wohnhaus (Umgebinde) | Hauptstraße 222 (Karte)                                       | Vermutlich 2. Hälfte 18. Jahrhundert | Baugeschichtlich und hausgeschichtlich von Bedeutung, einfacher Ständerbau, Doppelstubenhaus | 09272185 |
| Direkt Bild zu diesem Denkmal hochladen | Wohnstallhaus (Umgebinde) als Teil eines Dreiseithofes | Hauptstraße 238 (Karte)                                       | Vermutlich noch Ende 18. Jahrhundert | Baugeschichtlich und hausgeschichtlich von Bedeutung, wichtig für Ortsbild, Kreuzstrebenfachwerk | 09272184 |
| Direkt Bild zu diesem Denkmal hochladen | Wohnhaus (Umgebinde) | Hauptstraße 252 (Karte)                                       | Vermutlich 1. Hälfte 19. Jahrhundert | Baugeschichtlich und hausgeschichtlich von Bedeutung, einfacher Ständerbau | 09272189 |
| Direkt Bild zu diesem Denkmal hochladen | Wohnstallhaus (Umgebinde), Teil eines Vierseithofes | Hauptstraße 254 (Karte)                                       | Vermutlich um 1800 | Baugeschichtlich, sozialgeschichtlich und hausgeschichtlich von Bedeutung | 09272190 |
| Direkt Bild zu diesem Denkmal hochladen | Wohnhaus (Umgebinde) | Hauptstraße 256 (Karte)                                       | Vermutlich 1. Hälfte 19. Jahrhundert, im Kern eventuell älter | Baugeschichtlich und hausgeschichtlich von Bedeutung, einfacher Ständerbau | 09272191 |
| Direkt Bild zu diesem Denkmal hochladen | Wohnhaus (Umgebinde) | Hauptstraße 266 (Karte)                                       | Vermutlich 1. Hälfte 19. Jahrhundert | Baugeschichtlich und hausgeschichtlich von Bedeutung, einfacher Ständerbau, straßenbildprägend | 09272192 |
| Direkt Bild zu diesem Denkmal hochladen | Wohnstallhaus (Umgebinde) als Teil eines Vierseithofes, vermutlich ehemals Ausgedingehaus;                                                                                                | Hauptstraße 274 (Karte)                                       | Vermutlich 1. Hälfte 19. Jahrhundert | Einfacher Ständerbau | 09272193 |

## Tabellenlegende
- Bild: Bild des Kulturdenkmals, ggf. zusätzlich mit einem Link zu weiteren Fotos des Kulturdenkmals im Medienarchiv Wikimedia Commons. Wenn man auf das Kamerasymbol klickt, können Fotos zu Kulturdenkmalen aus dieser Liste hochgeladen werden:
- Bezeichnung: Denkmalgeschützte Objekte und ggf. Bauwerksname des Kulturdenkmals
- Lage: Straßenname und Hausnummer oder Flurstücknummer des Kulturdenkmals. Die Grundsortierung der Liste erfolgt nach dieser Adresse. Der Link (Karte) führt zu verschiedenen Kartendiensten mit der Position des Kulturdenkmals. Fehlt dieser Link, wurden die Koordinaten noch nicht eingetragen. Sind diese bekannt, können sie über ein Tool mit einer Kartenansicht einfach nachgetragen werden. In dieser Kartenansicht sind Kulturdenkmale ohne Koordinaten mit einem roten bzw. orangen Marker dargestellt und können durch Verschieben auf die richtige Position in der Karte mit Koordinaten versehen werden. Kulturdenkmale ohne Bild sind an einem blauen bzw. roten Marker erkennbar.
- Datierung: Baubeginn, Fertigstellung, Datum der Erstnennung oder grobe zeitliche Einordnung entsprechend des Eintrags in der sächsischen Denkmaldatenbank
- Beschreibung: Kurzcharakteristik des Kulturdenkmals entsprechend des Eintrags in der sächsischen Denkmaldatenbank, ggf. ergänzt durch die dort nur selten veröffentlichten Erfassungstexte oder zusätzliche Informationen
- ID: Vom Landesamt für Denkmalpflege Sachsen vergebene, das Kulturdenkmal eindeutig identifizierende Objekt-Nummer. Der Link führt zum PDF-Denkmaldokument des Landesamtes für Denkmalpflege Sachsen. Bei ehemaligen Kulturdenkmalen können die Objektnummern unbekannt sein und deshalb fehlen bzw. die Links von aus der Datenbank entfernten Objektnummern ins Leere führen. Ein ggf. vorhandenes Icon  führt zu den Angaben des Kulturdenkmals bei Wikidata.